# Fisiómica
La fisiómica es un estudio sistemático del fisioma en biología. La fisiómica emplea la bioinformática para construir redes de características fisiológicas asociadas con genes, proteínas y sus redes. Algunos de los métodos para determinar las relaciones individuales entre la secuencia de ADN y la función fisiológica incluyen la ingeniería de vías metabólicas y el análisis de ARNi. Las relaciones derivadas de métodos como estos se organizan y procesan computacionalmente para formar redes distintas. Los modelos informáticos utilizan estas redes determinadas experimentalmente para desarrollar más predicciones de la función de los genes.

## Historia
La fisiómica surgió del desequilibrio entre la cantidad de datos generados por los proyectos del genoma y la capacidad tecnológica para analizar los datos a gran escala. Dado que tecnologías como la secuenciación de alto rendimiento se utilizaban para generar grandes cantidades de datos genómicos, era necesario diseñar métodos efectivos para interpretar experimentalmente y organizar computacionalmente estos datos. La ciencia puede ilustrarse como un ciclo que vincula el conocimiento con las observaciones. En la era posgenómica, se hizo evidente la capacidad de los métodos computacionales para ayudar en esta observación. Este ciclo, con la ayuda de modelos informáticos, es la base de la bioinformática y, por tanto, de la fisiómica.

### Proyectos de fisioma
En 1993, la Unión Internacional de Ciencias Fisiológicas (IUPS) en Australia presentó un proyecto de fisioma con el propósito de proporcionar una descripción cuantitativa de la dinámica fisiológica y el comportamiento funcional del organismo intacto. El Proyecto Physiome se convirtió en un foco importante de la IUPS en 2001. El National Simulation Resource Physiome Project es un proyecto norteamericano de la Universidad de Washington. Los elementos clave del Proyecto NSR son la base de datos de información fisiológica, farmacológica y patológica sobre humanos y otros organismos y la integración a través del modelado computacional. Otros proyectos norteamericanos incluyen el Centro de Modelado de Redes Biológicas del Instituto de Tecnología de California, el Centro Nacional de Análisis y Modelado de Células de la Universidad de Connecticut y el Centro NIH de Computación Biomédica Integrativa de la Universidad de Utah.

## Aplicaciones de investigación
Hay muchas aplicaciones diferentes posibles de la fisiómica, cada una de las cuales requiere diferentes modelos computacionales o el uso combinado de varios modelos diferentes. Los ejemplos de tales aplicaciones incluyen un modelo tridimensional para el crecimiento tumoral, el modelado de la formación de patrones biológicos, un modelo matemático para la formación de estrías en humanos y algoritmos predictivos para el crecimiento de infecciones virales dentro de insectos huéspedes.

### Software de modelado y simulación
La investigación fisómica colaborativa se promueve en parte por la disponibilidad abierta de software bioinformático, como programas de simulación y entornos de modelado. Hay muchas instituciones y grupos de investigación que ponen su software a disposición del público. Ejemplos de software abierto incluyen:
- JSim y Systems Biology Workbench: herramientas bioinformáticas ofrecidas por la Universidad de Washington.
- BISEN: un entorno de simulación puesto a disposición por The Medical College of Wisconsin.
- SimTK: una colección de recursos de modelado biológico que pone a disposición el Centro Nacional NIH para Computación Biomédica.
- E-Cell System: un entorno de simulación y modelado para sistemas biológicos ofrecido por la Universidad de Keio en Tokio, Japón.

Herramientas como estas se desarrollan utilizando lenguajes de marcado específicos para la investigación bioinformática. Muchos de estos lenguajes de marcado están disponibles gratuitamente para su uso en el desarrollo de software, como CellML, NeuroML y SBML.